# 金子洋一
金子 洋一（かねこ よういち、1962年6月28日 - ）は、日本の政治家、元官僚。元参議院議員（2期）。
参議院国土交通委員長、内閣府大臣官房総務課総括課長補佐、民主党神奈川県連代表、青山学院大学大学院国際マネジメント研究科兼任講師、中央大学大学院公共政策研究科客員教授などを歴任した。

## 概要
東京大学経済学部を卒業し、経済企画庁に入庁した。経済協力開発機構などへの出向を経て、内閣府大臣官房総務課の総括課長補佐を最後に退官した。青山学院大学の大学院国際マネジメント研究科の兼任講師などを経て、2009年の参議院議員補欠選挙にて初当選を果たす。2010年の第22回参議院議員通常選挙にて2選。当選後は、参議院国土交通委員長などを務めた。

## 来歴

### 生い立ち
横浜市南区出身。父は元松竹大船撮影所労働組合委員長で、社会党右派、日本社会党、民社党に所属した神奈川県議会議員（鎌倉市選挙区）・金子駿介。聖光学院中学校・高等学校を卒業。早稲田大学政治経済学部政治学科に入学したがその後中退し、東京大学経済学部経済学科に入学し卒業した。

### 官僚として
国家公務員I種試験（経済職）に合格し、1989年、経済企画庁（現・内閣府国民生活局）に入庁。人事院長期在外研究員、関東学院大学経済学部非常勤講師、OECD（経済協力開発機構）エコノミストを務める。2003年9月、内閣府大臣官房総務課総括課長補佐を退職。

### 政治家として
2003年の第43回衆議院議員総選挙と2005年の第44回衆議院議員総選挙に民主党公認で三重5区から立候補したが、いずれも落選。2009年、みんなの党の浅尾慶一郎参議院議員（当時）の第45回衆議院議員総選挙出馬による自動失職に伴う参議院・神奈川県選挙区補欠選挙に民主党公認で出馬し、初当選。2010年の第22回参議院議員通常選挙で再選。2016年より参議院国土交通委員長を務めた。
2016年7月の第24回参議院議員通常選挙では民進党公認で神奈川県選挙区から出馬するも、6位の得票数に終わり落選。
2023年6月20日、日本維新の会衆議院神奈川20区支部長に就任。
2024年10月、第50回衆議院議員総選挙に神奈川20区から出馬するも、3人の候補者の中で最下位となり、比例南関東ブロックでの復活も叶わず落選。12月、日本維新の会の衆院支部長に再任されなかったため、無所属で政治活動を行うと表明した。

## 政治的主張
- 憲法解釈の変更による集団的自衛権の行使に関する前原誠司が主宰する防衛研究会に参加したが、現時点での解釈変更と行使は容認していない[9][10]。
- 外国人参政権付与法案に反対[11]。
- 選択的夫婦別姓法案について、2010年の時点で反対としていた[12][13]。2016年の朝日新聞の調査では、「どちらとも言えない」としている[14]。
- 日本軍の「慰安婦」強制を否定[15]。
- 「日本銀行のあり方を考える議員連盟」の発起人やデフレ脱却議員連盟の事務局長を務めるなどデフレーション脱却が持論である[16]。
- 2012年8月10日の参議院本会議で消費税増税法案に賛成票を投じた[17]。金子は、法案の否決は望めずかつ自分たちが追加を主張した消費税率上げを景気動向により中止できる景気弾力条項が修正により盛り込まれたことから賛成したとしており、賛成することによって民主党内でリフレーション政策を推進する影響力を確保するためであると述べている[18]。
- 2013年3月14日、参議院議員会館（東京・永田町）開催の「排外・人種侮蔑デモに抗議する国会集会」の呼びかけ人の一人となった[19][信頼性要検証]。

## 所属議員連盟
- 日本会議国会議員懇談会[20]（のち退会[21]）
- みんなで靖国神社に参拝する国会議員の会[20]

## 出演
- ネプリーグ（2019年10月28日）[22]

## 選挙
| 当落 | 選挙                     | 執行日         | 年齢 | 選挙区         | 政党         | 得票数     | 得票率 | 定数 | 得票順位 /候補者数 | 政党内比例順位 /政党当選者数 |
| ---- | ------------------------ | -------------- | ---- | -------------- | ------------ | ---------- | ------ | ---- | ------------------ | ---------------------------- |
| 落   | 第43回衆議院議員総選挙   | 2003年11月09日 | 41   | 三重県第5区    | 民主党       | 7万1937票  | 37.09% | 1    | 2/4                | /9                           |
| 落   | 第44回衆議院議員総選挙   | 2005年09月11日 | 43   | 三重県第5区    | 民主党       | 8万3737票  | 39.78% | 1    | 2/3                | 1/8                          |
| 当   | 第20回参議院議員補欠選挙 | 2009年10月25日 | 47   | 神奈川県選挙区 | 民主党       | 101万175票 | 49.09% | 1    | 1/4                | /                            |
| 当   | 第22回参議院議員通常選挙 | 2010年07月11日 | 48   | 神奈川県選挙区 | 民主党       | 74万5143票 | 19.11% | 3    | 3/10               | /                            |
| 落   | 第24回参議院議員通常選挙 | 2016年07月10日 | 54   | 神奈川県選挙区 | 民進党       | 44万8954票 | 10.94% | 4    | 6/12               | /                            |
| 落   | 第50回衆議院議員総選挙   | 2024年10月27日 | 62   | 神奈川県第20区 | 日本維新の会 | 3万1550票  | 17.72% | 1    | 3/3                | 7/2                          |